# Huelga SAG-AFTRA de 2023
La huelga de actores de Estados Unidos de 2023 fue una huelga laboral que involucró a los actores del sindicato SAG-AFTRA y la Alianza de Productores de Cine y Televisión (AMPTP) en Estados Unidos. La huelga comenzó a las 12:01 am (PDT) del 14 de julio de 2023, luego de que la junta directiva nacional del sindicato realizara una votación aprobando la huelga. Junto con la huelga del Sindicato de Guionistas de Estados Unidos de 2023 (que terminó el 27 de septiembre de 2023), fue parte de los conflictos laborales en Hollywood. La huelga terminó a las 12:01 am (PDT) del 9 de noviembre de 2023.
La huelga marcó la primera vez que los actores se retiran desde la huelga de actores de 1980 y la primera vez que actores y guionistas paran simultáneamente desde 1960, tanto los conflictos laborales de SAG-AFTRA como WGA de 2023 ha contribuido a la mayor interrupción de las industrias de la televisión y el cine estadounidenses desde el impacto de la pandemia de COVID-19 en 2020.

## Antecedentes

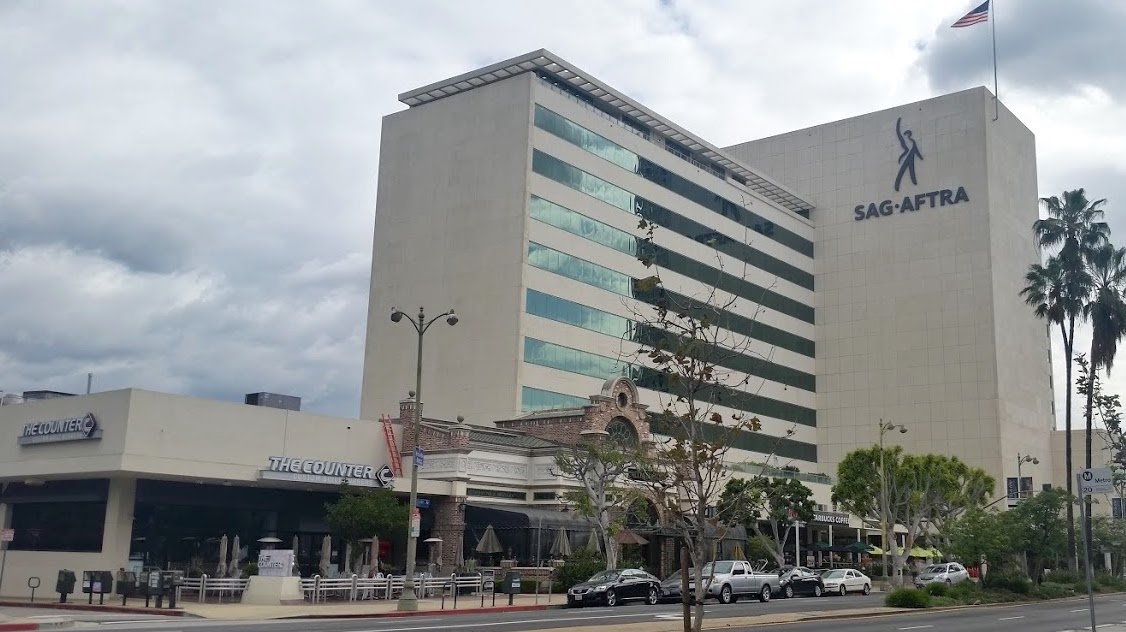
El SAG-AFTRA Plaza en Los Ángeles, California.

El sindicato SAG-AFTRA representa aproximadamente a 160.000 profesionales de los medios y del entretenimiento. La asociación comercial Alliance of Motion Picture and Television Producers (AMPTP) representa a los estudios de cine y televisión en negociaciones colectivas con sindicatos, como SAG-AFTRA, Directors Guild of America (DGA) y Writers Guild of America, East and Writers. Guild of America West, que comprende el Writers Guild of America (WGA). SAG-AFTRA se formó mediante la fusión del Screen Actors Guild (SAG) y la Federación Estadounidense de Artistas de Radio y Televisión (AFTRA) en marzo del 2012, lo que permitió a SAG-AFTRA representar no solo a actores, sino también a periodistas, presentadores de programas de entrevistas, y otros trabajadores de la radiodifusión. La WGA y el Screen Actors Guild no han estado en huelga simultáneamente desde 1960, cuando los actores se unieron a los escritores en huelga por los pagos residuales de las películas vendidas a las cadenas de televisión. La huelga de actores de 1980 involucró los esfuerzos combinados de SAG y AFTRA.  La huelga más grande de SAG-AFTRA desde 1980 ocurrió en 2000, en la que los actores comerciales se declararon en huelga para presionar por la continuación del sistema residual contra la reacción violenta de los anunciantes y en medio de las divisiones entre SAG y AFTRA.
Durante la última década y el auge de la transmisión, los escritores y actores se han sentido frustrados por la política de los estudios con respecto a los residuos de los servicios de transmisión; el declive de la televisión en red ha llevado a menos reposiciones, lo que lleva a una mayor dependencia de otros residuos. La huelga del Writers Guild of America de 2007-08 estuvo motivada, en gran parte, por los ejecutivos de los estudios que insistieron en que los escritores no deberían recibir residuos de los servicios de transmisión. La huelga de 2007-08 le costó a la ciudad de Los Ángeles un estimado de 1500 millones de dólares, según NPR. El uso de la inteligencia artificial (IA) en la escritura de guiones ha preocupado a los escritores. Los actores también han expresado su preocupación por la IA, señalando que podría usarse para replicar su imagen sin compensación. Estos factores contribuyeron a la huelga en curso del Sindicato de Escritores de Estados Unidos de 2023, que comenzó en mayo; la película The Flash, estrenada en junio de 2023, usó controvertidamente la falsificación profunda de CGI para representar actores muertos. Actores como Bob Odenkirk y Pete Davidson han hecho piquetes con escritores desde el comienzo de la huelga. En junio, la DGA llegó a un acuerdo con los estudios, evitando una posible triple huelga de Hollywood. Los actores han hecho piquetes con los escritores desde el comienzo de la huelga de escritores.

### Negociaciones contractuales
Semanas después de que el Writers Guild of America se declarara en huelga, la junta directiva nacional de SAG-AFTRA acordó por unanimidad buscar una votación de autorización de huelga antes de renovar el contrato; SAG-AFTRA aprobó un nuevo contrato en 2020 que vencería el 30 de junio. El sindicato declaró que no tenía la intención de ir a la huelga, pero que buscaba dar a sus negociadores "máxima influencia de negociación" antes de las negociaciones del 7 de junio. SAG-AFTRA AFTRA citó varios temas en las negociaciones, que incluyen «equidad económica, residuos, regulación del uso de inteligencia artificial y alivio de las cargas del cambio de toda la industria a la autograbación», y les dijo a sus miembros que la Alianza de Productores de Cine y Televisión recortar los salarios para «rellenar las ganancias corporativas». En un video publicado el 30 de mayo, los miembros de SAG-AFTRA Julia Louis-Dreyfus, Jean Smart y Kumail Nanjiani apelaron a los electores a votar por la huelga, pero se reservaron que se tratara únicamente de una herramienta de negociación.
El 5 de junio, SAG-AFTRA aprobó la autorización de huelga por un margen de 98 %, según el sindicato. Sin embargo, miembros de alto perfil, incluidos Quinta Brunson, Jennifer Lawrence y Rami Malek, señalaron su voluntad de atacar antes de la fecha límite para lograr un «acuerdo transformador», a pesar de las negociaciones «extremadamente productivas». Para evitar una huelga, SAG-AFTRA acordó extender las negociaciones hasta la medianoche del 13 de julio. Las negociaciones se rompieron en el transcurso de julio. SAG-AFTRA encuestó a miembros en una huelga el 5 de julio y comenzó a preparar pancartas dos días después. La AMPTP accedió a una «solicitud de última hora» el 11 de julio para solicitar la mediación del Servicio Federal de Intermediación y Reconciliación; el director de asuntos públicos y del Congreso, Greg Raelson, declaró que un mediador federal estaría presente al día siguiente. A su vez, SAG-AFTRA acusó a la AMPTP de extender deliberadamente las negociaciones y reiteró que no las extendería más allá del 12 de julio.  Actores de alto perfil reafirmaron su apoyo nuevamente al firmar una carta instando al sindicato a tomar medidas agresivas. La carta también decía que sus firmantes estaban dispuestos a ir a la huelga.

## Huelga

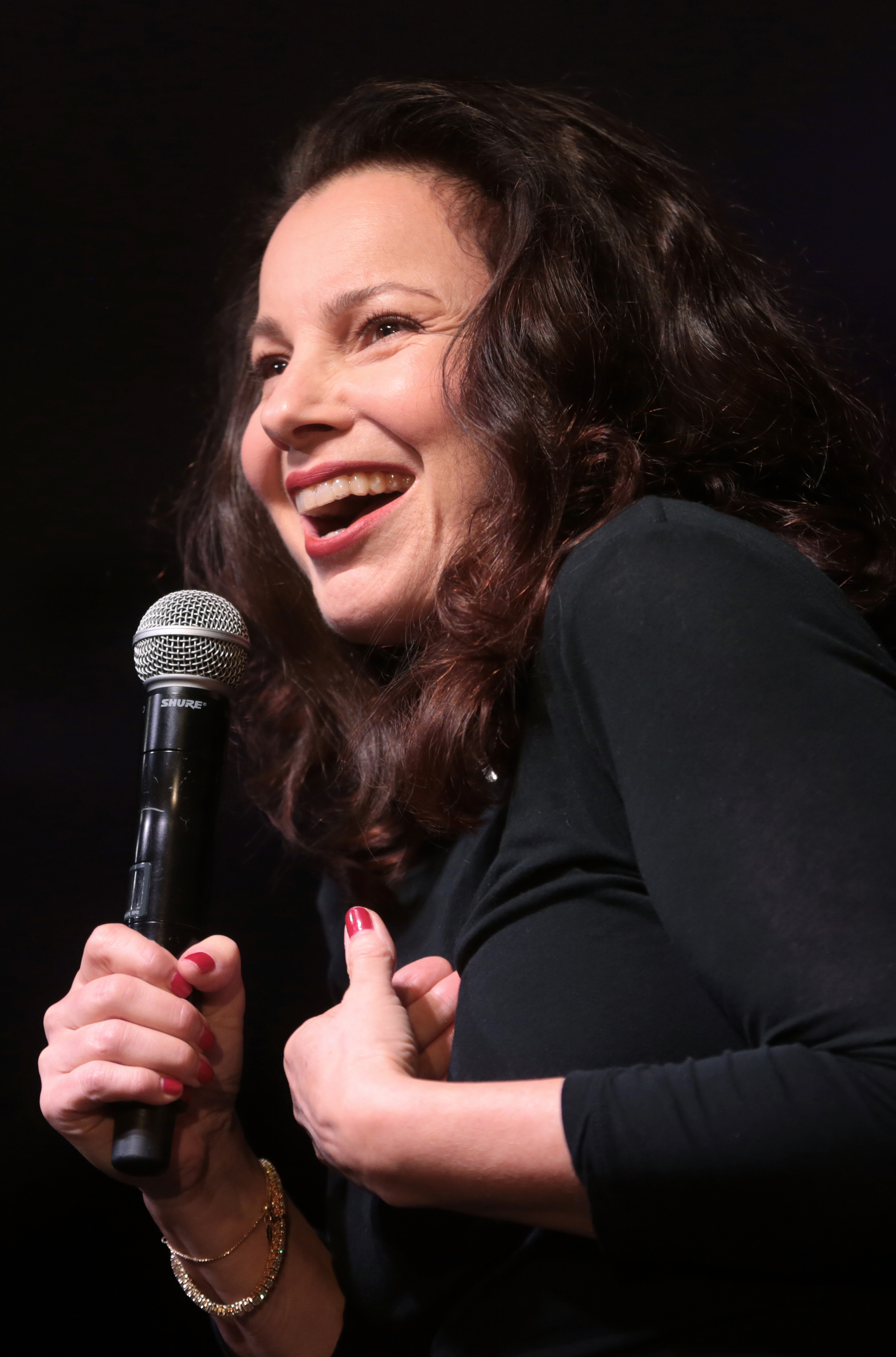
La presidenta de SAG-AFTRA, Fran Drescher, anunció la huelga el 13 de julio.

El 13 de julio, sin acuerdo entre SAG-AFTRA y AMPTP, el comité de negociación de SAG-AFTRA votó unánimemente para recomendar una huelga a la junta nacional del sindicato. La junta nacional realizó una votación aprobando oficialmente la huelga, movilizando a los 160 mil miembros de cualquier actividad laboral. La presidenta de SAG-AFTRA, Fran Drescher, anunció que la huelga comenzaría a la medianoche del 14 de julio; el elenco de Oppenheimer abandonó el estreno de la película en Londres antes del anuncio para retirarse.
Acompañado por el negociador jefe Duncan Crabtree-Ireland, Drescher afirmó que la huelga es un último recurso reacio y describió las negociaciones como "mover muebles en el Titanic".  En la conferencia de prensa, Crabtree-Ireland alegó que la AMPTP intentó incluir una propuesta que permitía a los estudios, por una tarifa única equivalente al pago de un día, tener derechos exclusivos e indefinidos sobre las imágenes de los actores, incluido el uso de IA generativa, para replicarlos en la pantalla, haciendo comparaciones con el episodio de Black Mirror «Joan Is Awful». La huelga comenzaría oficialmente el 14 de julio.
Como parte de las reglas establecidas el 10 de julio, los actores no pueden participar en producciones cinematográficas o televisivas y no pueden participar en trabajos promocionales, como viajes de prensa, estrenos de películas y eventos, incluida la Comic-Con de San Diego, que se lleva a cabo una semana después. A nivel internacional, los miembros de SAG-AFTRA están autorizados a continuar trabajando en el Reino Unido bajo acuerdos de negociación colectiva de equidad preestablecidos, ya que la ley del Reino Unido penaliza las huelgas de solidaridad.  La serie de HBO, House of the Dragon, continuó su filmación en el Reino Unido como resultado de esto, lo que provocó una reacción violenta entre los fanáticos pro-huelga.
El 17 de julio, SAG-AFTRA publicó una declaración de doce páginas que describe la ruptura de las negociaciones y los términos que consideraron inaceptables, incluidos, entre otros, un aumento salarial del cinco por ciento para los actores, mientras que el sindicato había pedido el once por ciento. La AMPTP emitió una contradeclaración, destacando que sus acciones estaban siendo «distorsionadas[ed] deliberadamente» y que SAG-AFTRA había optado por pasar por alto «el acuerdo más lucrativo que jamás hayamos negociado... valorado en $318 millones en los tres años de vigencia del contrato».
El 19 de julio de 2023, SAG-AFTRA aprobó la filmación de más películas durante la huelga, incluida The Watchers de Ishana Night Shyamalan. Un total de treinta y nueve películas ahora son elegibles para rodar bajo las reglas de huelga.

### Paralizaciones en Nueva York
Las huelgas de SAG-AFTRA en Nueva York se llevaron a cabo en la sede de Paramount en Nueva York en 1515 Broadway y en varias oficinas de NBCUniversal, incluido el Rockefeller Center. Jason Sudeikis se unió a los piquetes de NBCUniversal y afirmó que los actores harían huelga «el tiempo que sea necesario», al igual que Joe Pantoliano, Alex Edelman y Sarah Sherman. Mientras tanto, en la sede de Paramount, los piquetes incluyeron a Michael Schur y Kevin Bacon.

### Paralizaciones en Los Ángeles
Las huelgas de AG-AFTRA en Los Ángeles se dirigieron a los principales estudios de cine, así como a las oficinas de las empresas. Drescher se unió personalmente a las huelgas fuera de las oficinas de Netflix. Josh Gad estuvo entre los manifestantes en los piquetes de Fox Entertainment. Allison Janney, Kaitlyn Dever, Logan Lerman y Joey King se unieron a las protestas en Warner Bros., y las actrices Constance Zimmer y Ginnifer Goodwin participaron en piquetes en los estudios de Paramount en Los Ángeles. Las oficinas de Disney vieron piquetes cuyos miembros notables incluyeron a Mandy Moore, Michelle Monaghan, Raini y Rico Rodríguez, Danielle Fishel y Ben Schwartz.

### Piquetes del Quick Photo Op
SAG-AFTRA también realizó huelgas breves en otros lugares fuera de Nueva York y Los Ángeles. Calificados como huelgas de «Quick Photo Op», se llevaron a cabo en Orlando, Honolulu y Atlanta. El sindicato declaró que planea lanzar más protestas en todo el país y solicitó que los miembros de SAG-AFTRA se comuniquen con sus ejecutivos locales para obtener más detalles.

### Piquetes en Rock the City por un contrato justo
El 25 de julio de 2023, miles de actores se reunieron el martes por la mañana en Times Square de 9:30 a. m. a 12:00 p. m., para expresar sus preocupaciones sobre el trato justo y los salarios. El principal negociador contractual de SAG-AFTRA, Duncan Crabtree-Ireland, habló sobre la lucha que enfrenta el sindicato con la Alianza de Productores de Cine y Televisión. Muchas celebridades dieron discursos para expresar sus preocupaciones sobre el futuro de su sindicato y los avances tecnológicos en la industria. Asistieron: Lauren Ambrose, Matt Bomer, Christine Baranski, Steve Buscemi, Bobby Cannavale, Tituss Burgess, Liza Colón-Zayas, Bryan Cranston, Jessica Chastain, Gregory Diaz, Jennifer Ehle, Brendan Fraser, Nancy Giles, Danai Gurira, Jill Hennessy, Marin Hinkle, Stephen Lang, Arian Moayed, Christopher Meloni, Chloë Grace Moretz, Wendell Pierce, Michael Shannon, Christian Slater, Corey Stoll, Merritt Wever y Rachel Zegler.

### Hostilidad de parte de Universal Studios Hollywood
NBCUniversal ha sido acusado de realizar negocios en Universal Studios Hollywood para disuadir o poner en peligro a los manifestantes e infringir sus derechos a protestar.
El 12 de julio de 2023, se hizo un comunicado anunciando la construcción de una montaña rusa con temática de Fast & Furious;  la fecha del anuncio coincidió con el plazo que dio SAG-AFTRA antes de finalizar las negociaciones con la AMPTP, y la construcción comenzó al inicio de la huelga. Esto se sumó a la construcción que comenzó el 8 de mayo poco después de que la WGA comenzara a protestar en el lugar, obstruyendo Lankershim Boulevard a lo largo del extremo oeste del campus del parque y el estacionamiento y restringiendo aún más el acceso a la acera. Las aceras frente a las Puertas 1, 2, 4 y 5 se quitarían con andamios y se demolerían en esta construcción. A pesar del aviso previo de la Unidad de Relaciones Laborales del Departamento de Policía de Los Ángeles de colocar rieles K desde River Road hasta Universal Hollywood Drive para la seguridad de los manifestantes y otros peatones desde las protestas de WGA el 6 de junio, no se colocó ninguno antes del 18 de julio, por lo que se habían hecho informes de dos manifestantes atropellados por vehículos.
El 17 de julio, los árboles de ficus en la acera de Barham Boulevard afuera de la Puerta 8 fueron podados casi por completo de sus hojas. Los pinos en el lado opuesto de Barham no fueron tocados, al igual que una hilera de pimenteros detrás de la cerca cerca de la puerta de producción. La poda se describió como una acción de venganza, ya que los manifestantes estaban usando los árboles como sombra del clima de verano del sur de California, que superaba los 90 °F (32 °C), así como ilegal, citando propiedad de la ciudad y violación de Los Ángeles. ' códigos de ordenanza de árboles que prohíben la poda de árboles de julio a septiembre.
NBCUniversal emitió un comunicado a Deadline Hollywood negando que el recorte se haya hecho con malicia; afirmando que cortan los árboles fuera del parque en julio anualmente por seguridad, y describiéndolo y los peligros de construcción obstructivos como «desafíos no intencionados para los manifestantes».  NBCUniversal fue multado con US$250 por violar la ley de árboles y destruir propiedad de la ciudad;  El controlador de la ciudad de Los Ángeles, Kenneth Mejía, explicó a través de Twitter que esto era lo máximo que se podía acusar a un delincuente por primera vez según las leyes actuales, y abogó por la reforma de las leyes para permitir un castigo más severo y equitativo para las grandes corporaciones. Mejía agregó que su investigación llevó a la conclusión de que la Oficina de Servicios Viales (StreetsLA) no puede proteger proactivamente los más de 700,000 árboles de la ciudad e investigar el abuso, ya que solo cuenta con doce inspectores.
El 18 de julio, SAG-AFTRA y WGA presentaron ante la Junta Nacional de Relaciones Laborales una queja conjunta contra NBCUniversal, acusando a la empresa de violar su libertad de piquete y poner en peligro a sus miembros. Writers Guild of America West también presentó una petición a AMPTP por el hecho de que NBCUniversal no instaló barreras para proteger a sus manifestantes y a los de SAG-AFTRA de ser forzados a ingresar al tráfico. NBCUniversal respondió a The Hollywood Reporter en un comunicado: «estamos al tanto de las quejas de WGA y SAG-AFTRA. Creemos firmemente que la empresa ha cumplido con nuestras obligaciones legales en virtud de la Ley Nacional de Relaciones Laborales (NLRA) y cooperaremos con respecto a cualquier consulta de la Junta Nacional de Relaciones Laborales sobre este tema. Si bien entendemos que el momento de nuestro proyecto de construcción de varios años ha creado desafíos para los manifestantes, continuamos trabajando con las agencias públicas para aumentar el acceso. Apoyamos los derechos de los sindicatos a manifestarse de manera segura».

## Respuesta  y reacciones en los Estados Unidos y el mundo

### Medio ejecutivo
Bob Iger, director ejecutivo de The Walt Disney Company, dijo que las demandas de los actores «no eran realistas» y agregó que «se suman al conjunto de desafíos que este negocio ya enfrenta». Antes del final de las negociaciones de SAG-AFTRA, un ejecutivo anónimo de AMPTP declaró que su estrategia actual era «permitir que las cosas se prolongaran hasta que los miembros del sindicato [comenzaran] a perder sus apartamentos y sus casas».

### Política
El presidente de los Estados Unidos, Joe Biden, el senador de Vermont, Bernie Sanders, y la alcaldesa de Los Ángeles, Karen Bass, expresaron su apoyo al sindicato de actores. Biden había apoyado previamente a los escritores en huelga en mayo de 2023.  Algunos políticos se unieron a los piquetes, incluido el alcalde de Burbank, Konstantine Anthony (él mismo miembro de SAG-AFTRA) y el representante estadounidense de California, Adam Schiff. Alexandria Ocasio-Cortez se unió al piquete frente a los estudios de Netflix en la ciudad de Nueva York. Criticó la riqueza de los ejecutivos de los estudios mientras que el guionista o actor promedio lucha por acceder a la atención médica, y enfatizó el poder de la acción directa para lograr victorias económicas.

### Otros sindicatos
Muchos otros sindicatos en los Estados Unidos expresaron su apoyo a la huelga. Junto con el Sindicato de Escritores, el Sindicato de Directores y el Sindicato de Productores publicaron declaraciones de apoyo. La International Brotherhood of Teamsters, en una disputa contractual con UPS y programada para ir a la huelga a fines de julio si no se llega a un acuerdo, expresó su apoyo a través de un comunicado emitido por su presidente Sean O'Brien. La AFL-CIO también brindó su apoyo a SAG-AFTRA, al igual que el Departamento de Empleados Profesionales,  la Alianza Internacional de Empleados de Escenarios Teatrales y el Sindicato de Escritores de América, Este.

### Otras organizaciones
Los dos próximos festivales de cine, el Festival Internacional de Cine de Toronto y el Festival Internacional de Cine de Venecia, han reconocido el impacto potencial de la huelga y su prohibición asociada a las apariciones promocionales de los actores si la huelga no se resuelve en septiembre, pero han indicado que ambos eventos proceder de todos modos, y se espera un aumento de títulos europeos, asiáticos y sudamericanos en todas las secciones.

## Producciones cinematográficas afectadas

### Afectadas

#### En el cine[87]
| Título                                          | Distribuidor         | Referencias |
| ----------------------------------------------- | -------------------- | ----------- |
| The Amateur                                     | 20th Century Studios | [ 88 ]      |
| Avatar 3                                        | 20th Century Studios | [ 89 ]      |
| Avatar 4                                        | 20th Century Studios | [ 89 ]      |
| Beetlejuice Beetlejuice                         | Warner Bros.         | [ 88 ]      |
| A Complete Unknown                              | Searchlight Pictures | [ 89 ]      |
| The Conjuring: Last Rites                       | Warner Bros.         | [ 89 ]      |
| Deadpool & Wolverine                            | Marvel Studios       | [ 90 ]      |
| Fantastic Four                                  | Marvel Studios       | [ 89 ]      |
| Gladiator 2                                     | Paramount            | [ 88 ]      |
| The Island                                      | TBA                  | [ 89 ]      |
| It Ends with Us                                 | Sony                 | [ 88 ]      |
| Juror No. 2                                     | Warner Bros.         | [ 88 ]      |
| Lilo & Stitch                                   | Disney               | [ 91 ]      |
| Minecraft                                       | Warner Bros.         | [ 92 ]      |
| Octava película de Misión: Imposible sin título | Paramount            | [ 88 ]      |
| Moana                                           | Disney               | [ 88 ]      |
| Mortal Kombat 2                                 | Warner Bros.         | [ 93 ]      |
| The Movie Critic                                | TBA                  |             |
| Mufasa: el rey león                             | Disney               | [ 87 ]      |
| No hables con extraños                          | Universal            | [ 89 ]      |
| Sonic 3, la película                            | Paramount            | [ 89 ]      |
| Spider-Man: Beyond the Spider-Verse             | Sony                 | [ 89 ]      |
| Superman                                        | Warner Bros.         | [ 89 ]      |
| Tron: Ares                                      | Disney               | [ 89 ]      |
| Twisters                                        | Universal            | [ 88 ]      |
| Secuela sin título de Dirty Dancing             | Lionsgate            | [ 88 ]      |
| Secuela sin título de Fast X                    | Universal            | [ 88 ]      |
| Bad Boys: Ride or Die                           | Sony                 | [ 88 ]      |
| Película sin título de Karate Kid               | Sony                 | [ 91 ]      |
| Precuela sin título de Ocean's Eleven           | Warner Bros.         | [ 91 ]      |
| Venom: The Last Dance                           | Sony                 | [ 89 ]      |
| Wicked: Parte uno                               | Universal            | [ 88 ]      |
| Wolves                                          | Apple TV+            | [ 89 ]      |

#### Televisión
| Título                                          | Plataforma | Referencias |
| ----------------------------------------------- | ---------- | ----------- |
| Apples Never Fall                               | Peacock    | [ 93 ]      |
| The Day of the Jackal                           | Peacock    | [ 92 ]      |
| The Sandman (temporada 2)                       | Netflix    | [ 94 ]      |
| The Last of Us (temporada 2)                    |            |             |
| Pretty Little Liars Summer School (temporada 2) | HBO        |             |

### No afectadas
SAG-AFTRA no cubre la actuación de voz para televisión animada o videojuegos, aunque prohíbe el trabajo de voz para largometrajes durante la huelga. Se permite el trabajo en podcasts, películas independientes de «micro presupuesto» y películas de estudiantes, así como trabajos de televisión «sin guion», como programas de juegos, programas de competencia de telerrealidad, documentales y programas de entrevistas. A los actores sindicales aún no se les permite realizar trabajos promocionales, como entrevistas, reuniones de prensa o eventos de alfombra roja. Esto llevó al elenco de Oppenheimer a abandonar inmediatamente el evento de alfombra roja para el estreno de la película en Londres.

#### Televisión
| Título                            | Plataforma | Referencias |
| --------------------------------- | ---------- | ----------- |
| Dune: The Sisterhood              | Max        | [ 98 ]      |
| House of the Dragon (temporada 2) | Max        | [ 99 ]      |